# SWAT
 For alternative betydninger, se SWAT (flertydig). (Se også artikler, som begynder med SWAT)
SWAT ("special weapons and tactics"; oprindeligt "Special Weapons Assault Team") er betegnelsen på specialenheder i mange amerikanske politiafdelinger, der er trænet i at udføre særligt farlige operationer. Enhederne løser opgaver, som kræver en uddannelse og udrustning som almindelige politibetjente ikke har.
Eksempler på typiske opgaver er indtrængning i, samt rensning af, bygninger der huser særligt farlige kriminelle, eller bevæbnede kriminelle der har forskanset sig. Undsættelse af gidsler i forbindelse med gidseltagninger og terroristbekæmpelse. Den karakteristiske uniform med mørkeblå eller sort kampuniform, skudsikker vest, elefanthue/balaclava og diverse øvrigt beskyttelsesudstyr, er karakteristisk for denne type enheder verden over. Enhederne træner intensivt i rumkamp også kaldet CQB (Close Quarters Battle) og anvender desuden ofte finskytter.
SWAT begrebet opstod i 1960'erne hos LAPD (Los Angeles Police Department) i Californien, USA. Den første deling blev stiftet af Daryl Gates hos LAPD. I sin selvbiografi "Chief: My Life in the LAPD" forklarer han at han oprindeligt ville kalde sin deling for "Special Weapons Assault Team" eller "Special Weapons Attack Team". Dette blev afslået, da hans foresatte mente at disse navne lød for meget som en militær enhed. Da han godt ville beholde forkortelsen SWAT, fik delingen betegnelsen Special Weapons And Tactics.
I Danmark har vi noget tilsvarende i Politiets Aktionsstyrke, eller AKS, i daglig tale. Disse enheder kender de fleste danskere fra f.eks ransagninger af Rockerborge, anholdelser af særligt farlige kriminelle og når de træner i terrorbekæmpelse typisk sammen med medlemmer fra Jægerkorpset og Frømandskorpset. Ligeledes kendes AKS af mange danskere fra fiktionens verden, da enheder af denne type jævnligt optræder i f.eks. DRs TV serier "Ørnen" og "Livvagterne"
SWAT Team er en betegnelse der med tiden er blevet kendt i mange lande, via amerikanske actionfilm og dokumentarprogrammer om politiets arbejde. SWAT er også blevet kendt for en film af samme navn samt en serie af computerspil.